# Rüdiger Gebhardt
Rüdiger Gebhardt (* 1968 in Hofgeismar) ist ein deutscher evangelischer Theologe. Er arbeitete von 2014 bis 2023 als Rektor und Professor für Religions- und Gemeindepädagogik mit dem Schwerpunkt Systematische Theologie und Kirchliche Handlungsfelder an der CVJM-Hochschule in Kassel.

## Leben
Rüdiger Gebhardt, Sohn von Isolde Gebhardt, geborene Corell, und des Marburger Honorarprofessors für Praktische Theologie Rudolf Gebhardt (1926–1988), hat zwei Geschwister und wuchs in Kassel auf. Seit seinem zehnten Lebensjahr engagiert er sich im CVJM.
Nach dem Abitur am Friedrichgymnasium studierte er in Kassel evangelische Theologie an der Philipps-Universität Marburg und der Eberhard Karls Universität Tübingen. Als wissenschaftliche Hilfskraft arbeitete er während seiner Studienzeit bei Wilfried Härle und Dietrich Rössler und wurde als Stipendiat von der Studienstiftung des deutschen Volkes gefördert. Nach dem Vikariat in Schwalmstadt und dem 2. theologischen Examen wurde Gebhardt an der Ruprecht-Karls-Universität Heidelberg mit einer Arbeit zum Thema „Heil als Kommunikationsgeschehen. Studien zu dem in Luthers Rechtfertigungslehre implizierten Wirklichkeitsverständnis“ zum Dr. theol. promoviert. Parallel dazu absolvierte er ein Zweitstudium der Psychologie.
Nach der Promotion folgte eine 9-jährige Wirkungszeit als Gemeindepfarrer in Bergshausen bei Kassel. Von 2010 bis 2014 bildete Gebhardt als Studienleiter im theologischen Studienseminar der VELKD in Pullach bei München Pfarrerinnen und Pfarrer sowie kirchliches Leitungspersonal fort.
Er wurde 2013 vom Senat der CVJM-Hochschule zum Rektor gewählt und trat sein Amt im Februar 2014 an. Am 6. November 2023 ist er aus persönlichen Gründen von seinem Amt zurückgetreten. Von 2017 bis 2023 war er zudem zweiter Vorsitzender der „Konferenz der Rektoren und Präsidenten Evangelischer Fachhochschulen (REF)“. Zeitweise war er Lehrbeauftragter im Fachgebiet Systematische Theologie an der Universität Kassel.

## Mitgliedschaften
- Theologische Kammer der Evangelischen Kirche von Kurhessen-Waldeck (EKKW)

## Veröffentlichungen  (Auswahl)

### Monografien
- Heil als Kommunikationsgeschehen. Studien zu dem in Luthers Rechtfertigungslehre implizierten Wirklichkeitsverständnis. (Marburger Theologische Studien Band 69) Marburg: N.G. Elwert Verlag, 2002 ISBN 978-3-7708-1214-1

### Sammelbandbeiträge
- Wasser des Lebens fließt wie ein Strom. In: Lars Hilfebold (Hrsg.): Protestantische Welt. Kultur. Erben. Reformatorisch predigen heute. BoD, Norderstedt 2014, S. 25–32, ISBN 978-3-7386-0490-0.
- Was ist ,Mission’? Grundzüge einer Theologie der Mission für die Jugendarbeit. In: Florian Karcher und Germo Zimmermann (Hrsg.): Handbuch missionarische Jugendarbeit. Neukirchener Verlagsgesellschaft, Neukirchen-Vluyn 2016, S. 50–63, ISBN 978-3-7615-6286-4.

### Journalbeiträge
- Aller guten Dinge sind drei. In: ideaSpektrum. Jg. 39 (21) 2018, S. 19.
- Zuhören, wahrnehmen, erfassen. Geistliche Leitung ist eine Lebenshaltung. In: Kirche in Bewegung. Jg. 10 (1) 2011, S. 17–18.

### Vorträge
- Gibt es eine Brücke über alle theologischen Gräben? Anregungen für die innerprotestantische Ökumene. Vortrag im Rahmen des Studientags „Ökumene“ Kassel am 1. April 2014.[7]
- Mit christlichen Werten bilden. Vortrag zur öffentlichen Vorstellung der Stiftung für christliche Wertebildung Berlin am 24. November 2014.[8]